# 喀山直升機廠
喀山直升機廠 是俄羅斯一所重點航空工業公司，俄羅斯直升機公司的子公司，生產米系列多款軍用和民用直升機。
1940年9月4日喀山廠成立，在二戰初期的階段就開始航空零件生產，1951年開始生產Mi-1直升機，是蘇聯最早期直升機，第一架軍火出口的直升機Mi-4也是本廠生產，至21世紀喀山製造的直升機總飛行時間超過5000萬小時，向100個國家交付了12000多架直升機。

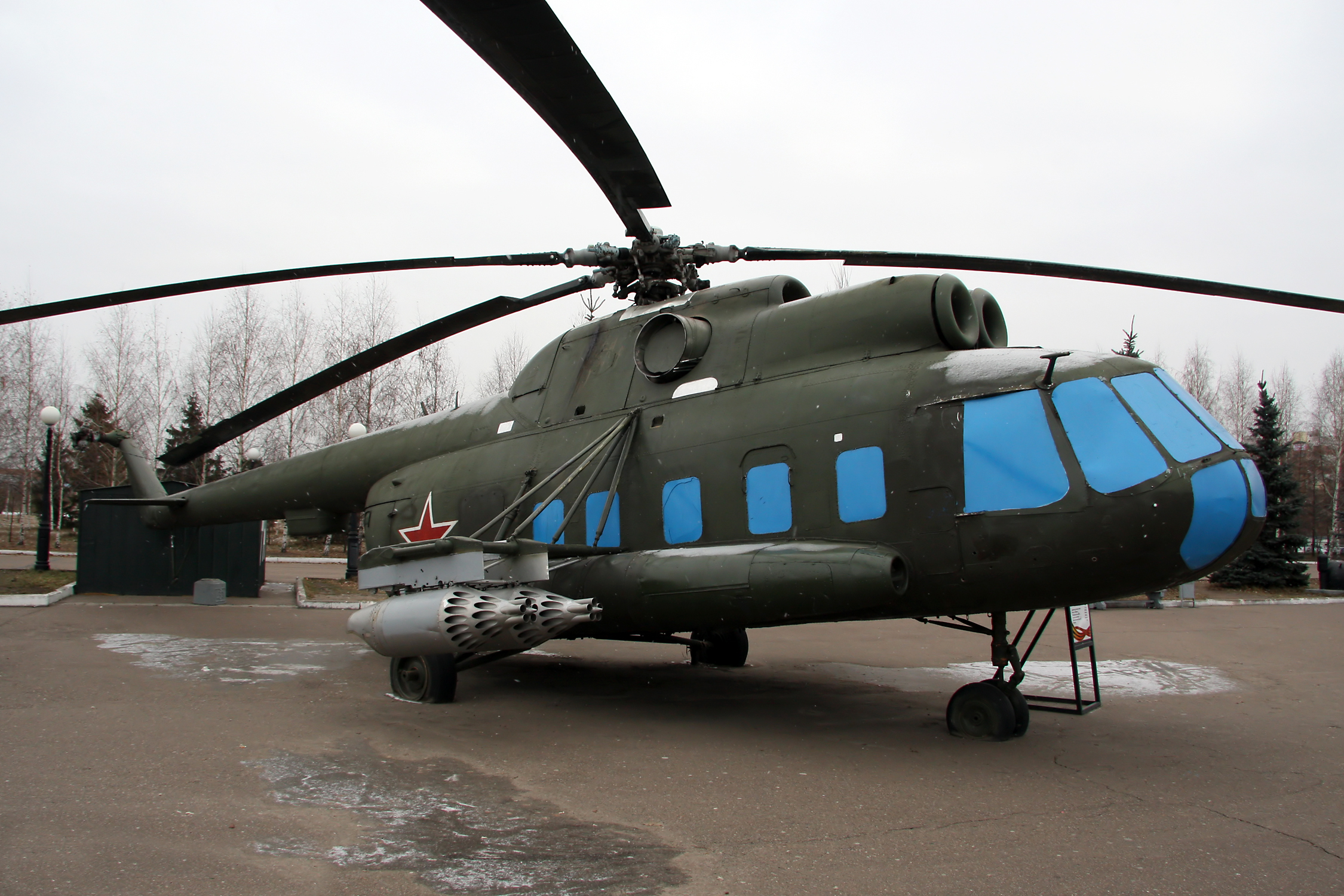
Kazan Mi-8 in museum park
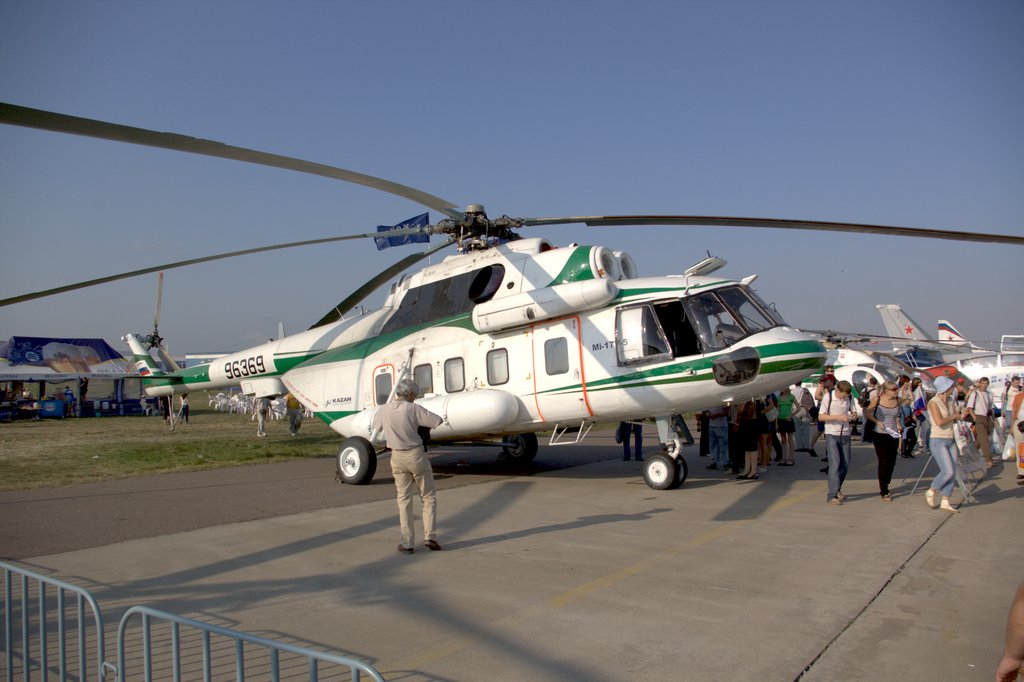
Kazan Mi-17
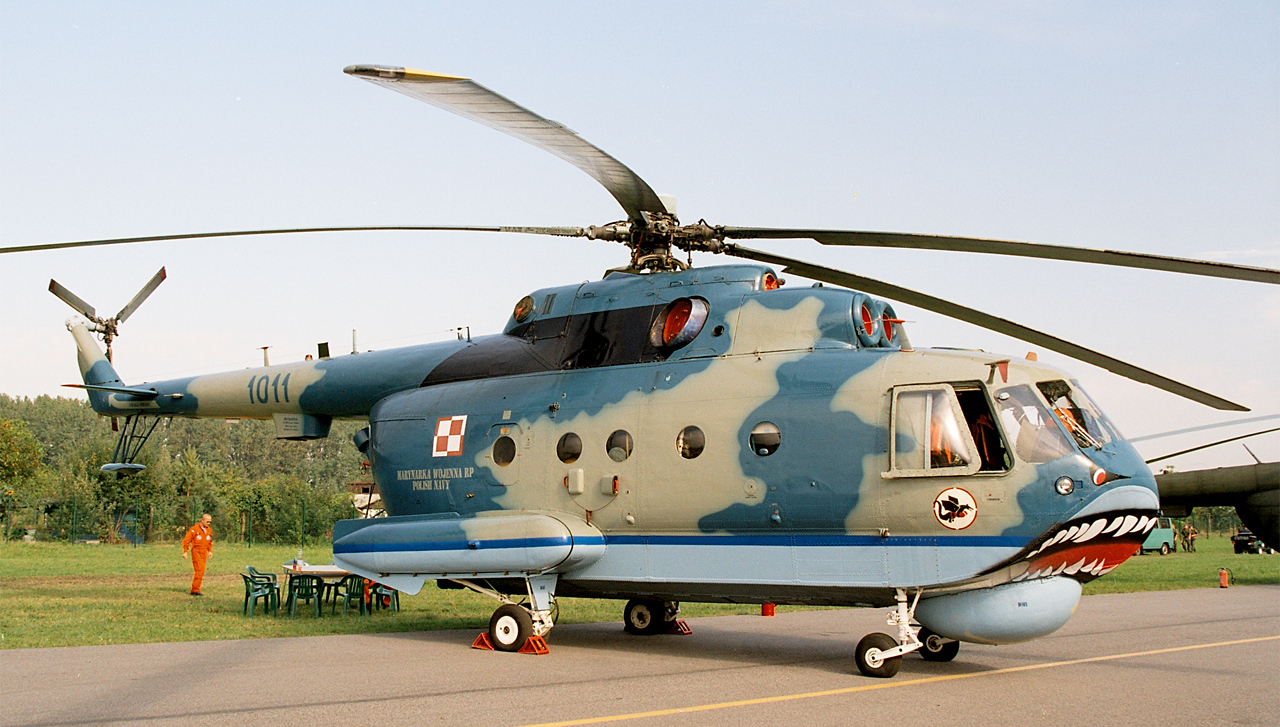
Kazan Mi-14
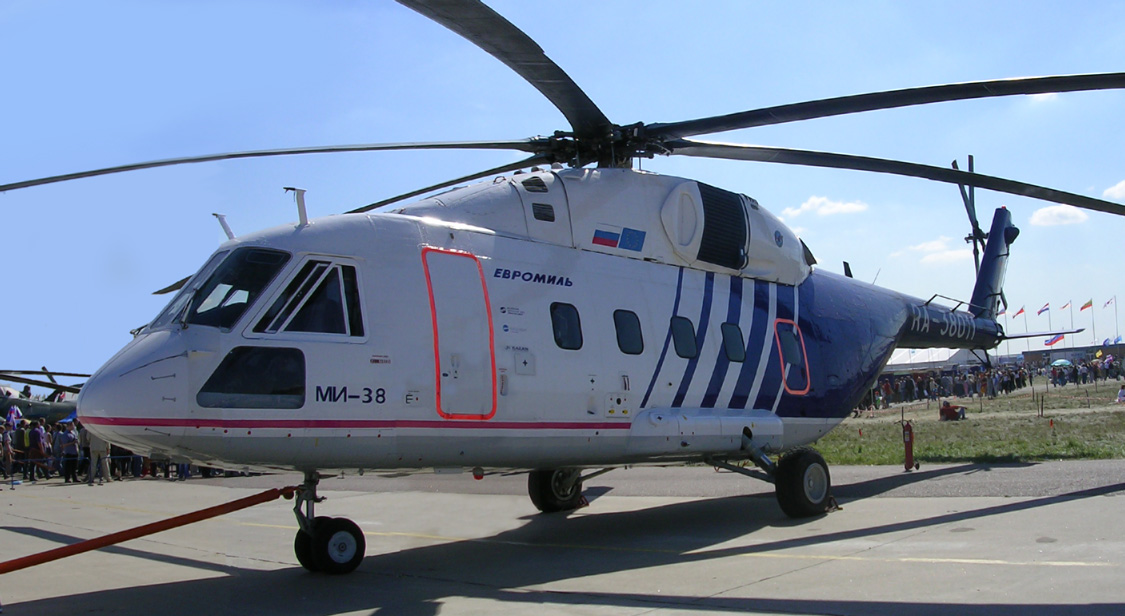
Kazan Mi-38
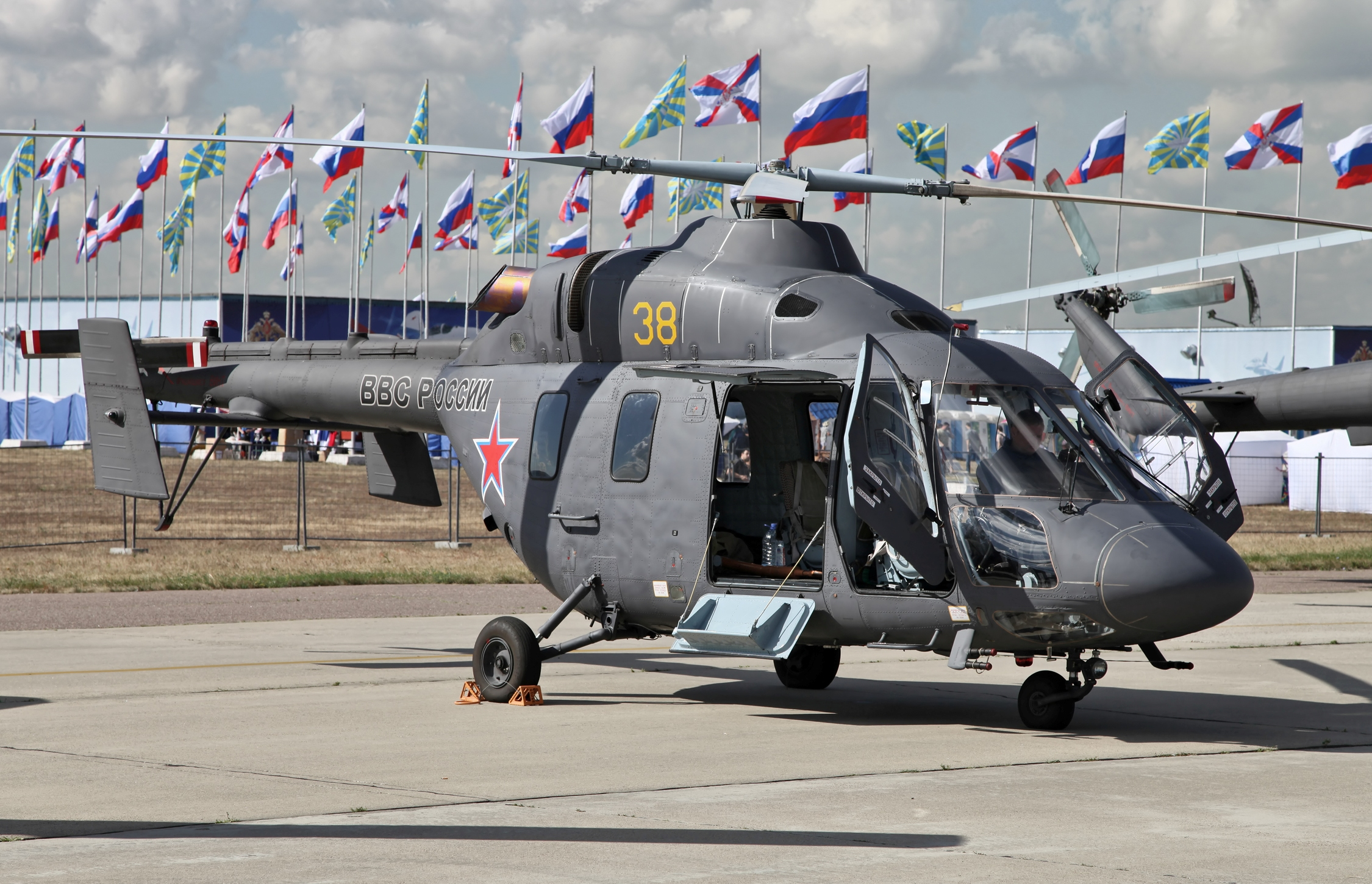
Kazan Ansat
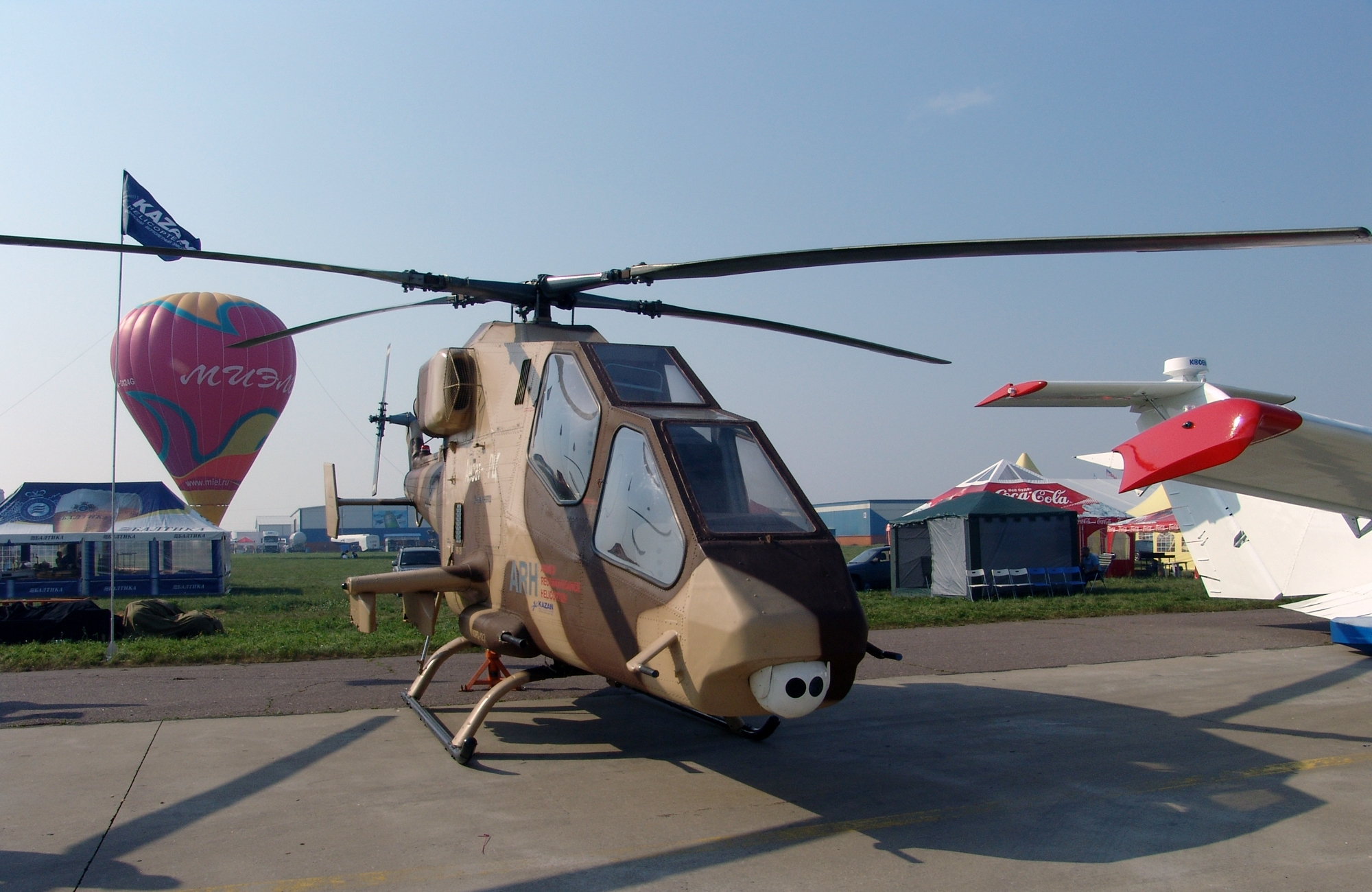
Kazan Ansat-2RC
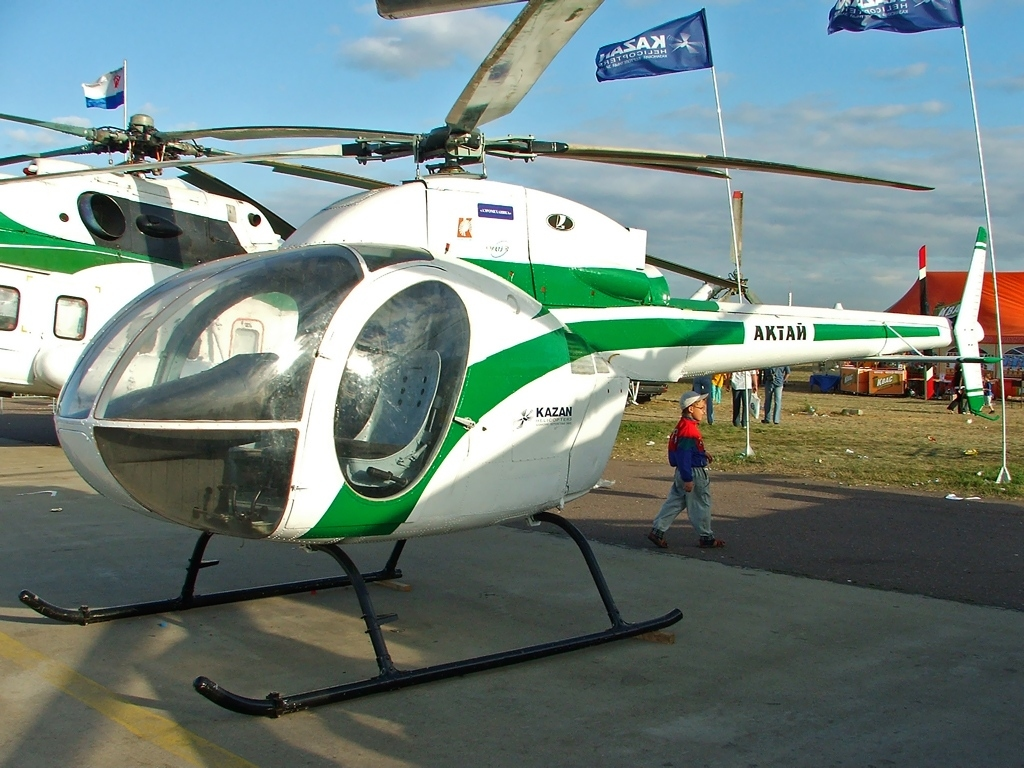
Kazan Aktai